# Die schönsten Schweizer Bücher
Die schönsten Schweizer Bücher ist ein jährlich stattfindender Wettbewerb um Buchgestaltung in der Schweiz. Er wurde erstmals 1943 verliehen, damals von der Zeitschrift „Schweizer Buchhandel“ auf Vorschlag von Jan Tschichold, später vom Eidgenössischen Departement des Inneren; seit 1999 wird der Wettbewerb vom Bundesamt für Kultur ausgerichtet. Prämiert werden herausragende Leistungen in Buchgestaltung und -produktion. Die Auswahl erfolgt durch eine Jury, die i. d. R. zwischen 20 und 40 Bücher aus den Bewerbungen auswählt. Als Schweizer Buch gilt hierbei jedes Buch, das von einem Schweizer Bürger oder einer seit min. 5 Jahren in der Schweiz ansässigen Person gestaltet wurde oder wenn Druckerei oder Verlag den Sitz in der Schweiz haben. Eine i. d. R. fünfköpfige Jury zeichnet im Folgejahr die Bücher des vergangenen Jahres aus.
Prämiert werden hauptsächlich Kunstbücher, aber auch Kinderbücher, Kataloge, Fotobücher oder herkömmliche Literatur. Jedes Jahr erscheint auch ein Katalog über den Wettbewerb und die Folgeausstellungen. Auf der Eröffnungsausstellung wird der Jan-Tschichold-Preis verliehen.
Die Jury befindet sich in einem ständigen unregelmäßigen Wechsel, sodass zwar einzelne Mitglieder über längere Zeit der Jury angehören, jedoch eine Besetzung nur immer für ein Jahr gleich bleibt. Zwischen 2003 und 2006 wurde eine Sonderjury einberufen, die sich um Buch-Bewerbungen kümmerte, die von Jury-Mitgliedern selbst stammten. Es standen u. a. bereits François Rappo und Cornel Windlin der Jury vor.

## Preisträger (Auswahl)

### 2022
- François Charbonnet, Patrick Heiz (Hg.): Portraits. Architectural Parables. Park Books, Zürich 2022. ISBN 978-3-03860-309-2, Gestaltung: Atlas Studio
- Reihe gta edition (vertreten durch: Vitruvius Without Text. The Biography of a Book.) gta Verlag, Zürich 2022. ISBN 978-3-85676-422-7 / series Mono (vertreten durch: Der Ingenieur. Grammatik eines Hoffnungsträgers.) intercom Verlag, Zürich 2022. ISBN 978-3-9524954-8-3. Gestaltung: Reinhard Schmidt, Nadine Wüthrich, Entwicklung: Urs Hofer

### 2021
- Fredi Fischli, Niels Olsen, Adam Jasper, Zürich (Hg.): Retail Apocalypse. gta Verlag, Zürich 2021. ISBN 978-3-85676-414-2, Gestaltung: Teo Schifferli, Fabian Fretz

### 2015
- Anette Freytag, Dieter Kienast. Stadt und Landschaft lesbar machen. gta Verlag, Zürich 2015. ISBN 978-3-85676-312-1, Gestaltung: Büro 146, Valentin Hindermann, Madeleine Stahel, Maike Hamacher, mit Tiziana Artemisio und Barbara Hoffmann

### 2013
- Quellen:[1]
- Jury: Manuel Krebs, David Bennewith, Sara De Bondt, Kurt Eckert, Markus Schmutz
- Laurent Stalder, Cornelia Escher, Megumi Komura, Meruro Washida (Hg.): Atelier Bow-Wow. A Primer. Walther König Verlag, Köln 2013, Gestaltung: Bruno Margreth, Cornel Windlin

### 2010
- Jury: Cornel Windlin (Vorsitz)
- Raphael Zuber, Romina Grillo, Andreas Anton Amodio (Hg.): Important Buildings. An Architectural Research on Buildings That We Recognize to Be Relevant to Us. Istituto Svizzero di Roma, Kaleidoscope Press, Milano 2010, ISBN 978-88-97185-01-7, Gestaltung: Ludovic Balland

### 2009
- Quellen:[2]
- Jury: Cornel Windlin
- Crossmappings. Essays zur visuellen Kultur Author: Elisabeth Bronfen. Verlag Scheidegger & Spiess, Zürich 2011, Gestaltung: Bruno Margreth, Violeta Tschäppeler
- Selina Walder (Hg.): Dado. Gebaut und bewohnt von Rudolf Olgiati und Valerio Olgiati. Birkhäuser Verlag, Basel 2010, Gestaltung: Bruno Margreth, Dino Simonett

### 2008
- Peter Ziegler (Hg.): Peter Ziegler. Wädenswil 001-555. Th. Gut Verlag, Zürich 2008, Gestaltung: Bruno Margreth
- Laurent Stalder (Hg.): Valerio Olgiati. Walther König Verlag, Köln 2008 mit Beiträgen von , Gestaltung: Bruno Margreth, Dino Simonett

### 2006
- Carla Haas. Die Nacht. Edition Dino Simonett, Zürich 2006, Gestaltung: Bruno Margreth, Dino Simonett

### 2005
- Raymond Meier (Hrsg.): Louis Kahn. Dhaka. Raymond Meier. Edition Dino Simonett, Zürich 2004 mit einem Beitrag von Nathaniel Kahn, Gestaltung: Bruno Margreth, Dino Simonett (Buch der Jury)

### 2004
- Walter Boje. Geburtstag. Edition Dino Simonett, Zürich 2005, Gestaltung: Bruno Margreth, Dino Simonett

### 2003
- Quellen:[3]
- Alexis Saile, Dino Simonett (Hg.): Doppelgänger. Edition Dino Simonett, Zürich 2003, Gestaltung: Bruno Margreth, Dino Simonett

### 2000
- Quellen:[4]
- Heinz Wirz (Hg.): 14 Studentenprojekte bei Valerio Olgiati. 1998–2000. Quart Verlag, Luzern 2000, ISBN 3-907631-04-8. Gestaltung: Raphael Zuber
- Heinz Wirz (Hg.): Miroslav Šik. Altneu. Quart Verlag, Luzern 2000. ISBN 3-907631-01-3 mit Fotografien von Christian Kerez und Beiträgen von André Bideau, Alberto Dell’Antonio, Miroslav Šik, Martin Tschanz

## Jury-Mitglieder seit 1999 (Auswahl)
- Lorette Coen (als Präsidentin), Karel Martens, David Rust, Patrick Frey, François Rappo (als Präsident), Julia Born, Hans-Jürg Hunziker, Cornel Windlin (als Präsident), Lars Müller, Christoph Schifferli, Manuel Krebs (als Präsident)